# Dorpenomloop Rucphen
De Dorpenomloop Rucphen is een Nederlandse wielerwedstrijd die sinds 1974 in Rucphen wordt verreden. Sinds 2011 is de koers onderdeel van de UCI Europe Tour met een classificatie van 1.2.
De wedstrijd ging in 1974 van start als een wedstrijd voor junioren, die in 1992 zijn laatste editie kende. In 1981 kwam er een race voor de nieuwelingen bij die ook in 1992 zijn laatste editie kende. In 1986 volgde de wedstrijd voor de A-amateurs die later ook open stond voor (semi-)profwielrenners. Daarnaast was er van 1987-1992 ook nog een wedstrijd voor B-amateurs.
Bekende oud-winnaars zijn onder anderen Dylan van Baarle en Roy Curvers. Wietse Veenstra en Barry Markus wisten de koers twee keer te winnen.

## Lijst van winnaars
N.B. Betreft de A-amateurs/elite renners

### Meervoudige winnaars
| Overwinningen | Renner          | Jaren      |
| ------------- | --------------- | ---------- |
| 2             | Wietse Veenstra | 1990, 1991 |
| 2             | Barry Markus    | 2010, 2011 |

### Overwinningen per land
| Overwinningen | Land             |
| ------------- | ---------------- |
| 29            | Nederland        |
| 3             | België           |
| 2             | Denemarken       |
| 1             | Litouwen, Italië |